# NGC 1594
NGC 1594 is een balkspiraalstelsel in het sterrenbeeld Eridanus. Het hemelobject werd op 22 oktober 1886 ontdekt door de Amerikaanse astronoom Lewis A. Swift.

## Synoniemen
- IC 2075
- PGC 15348
- MCG -1-12-14
- NPM1G -05.0197
- IRAS04284-0554